# Reconstruction de bande spectrale
 (décembre 2017).
Si vous disposez d'ouvrages ou d'articles de référence ou si vous connaissez des sites web de qualité traitant du thème abordé ici, merci de compléter l'article en donnant les références utiles à sa vérifiabilité et en les liant à la section « Notes et références ».

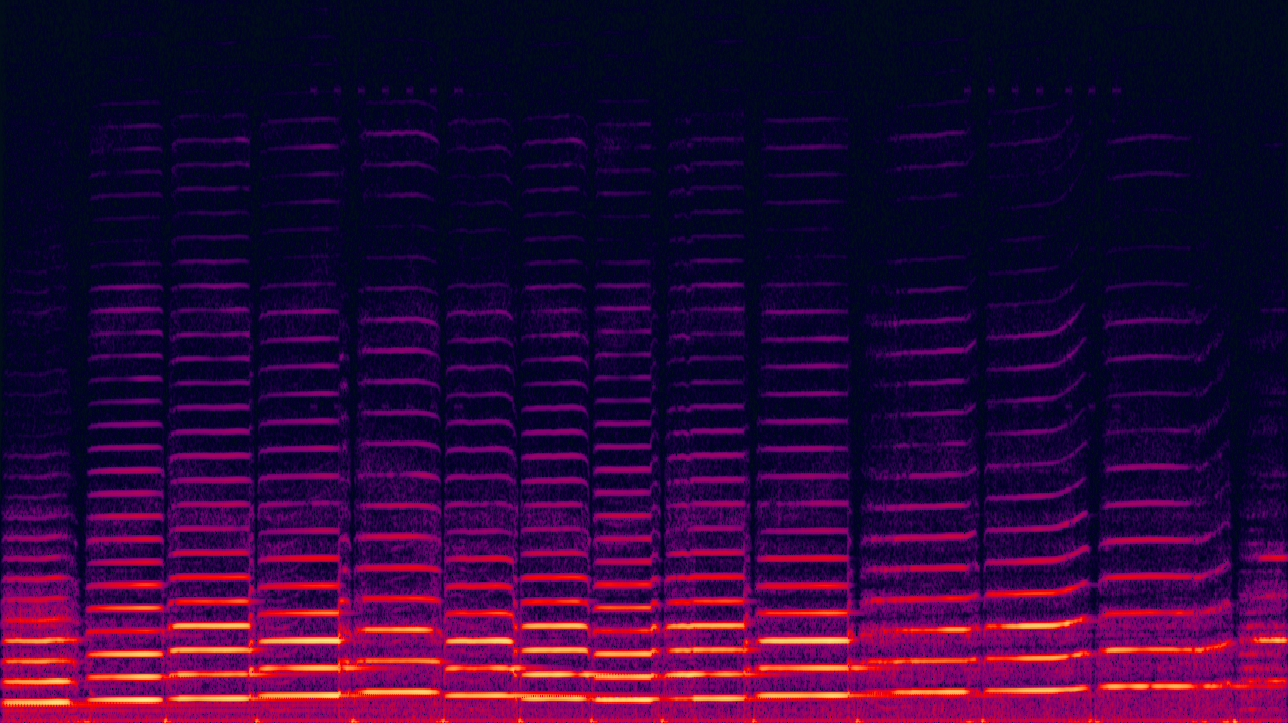
Spectrogramme de cet enregistrement de violon. Les harmoniques sont présentes aux multiples de la fréquence fondamentale. La SBR exploite cette redondance.

La reconstruction de bande spectrale ou SBR (de l’anglais : spectral band replication), est une technique développée par la société Coding Technologies visant à améliorer la qualité  dans le domaine de la compression audio. Cette technique est essentiellement utilisée pour les bas-débits et est basée sur la redondance d'informations dans la partie haute-fréquence du signal audio. 
SBR peut être combiné avec différents codec de compression audio ; le codec transporte les informations basse et moyenne fréquence dans le spectre, pendant que SBR reconstruit les hautes-fréquence par re-combination des harmoniques du signal puisées dans le spectre bas et medium.
Les informations de reconstruction des harmoniques sont envoyées en parallèle dans la chaine de traitement du signal audio.
Au besoin, SBR peut aussi reconstruire ou améliorer un signal existant pauvre en harmoniques (dû à la compression), et ce de manière adaptative.
SBR est basé sur des travaux de psycho-acoustique, reprenant l'idée que le cerveau humain analyse avec moins de précision les composantes tonales aigües d'un signal audio, les phénomènes harmoniques ainsi associés au processus de SBR n'ont besoin d'être précis que dans un sens perceptif et pas forcément mathématiquement exact.
SBR, technique sous licence, est propriété de la société Dolby, depuis le rachat de Coding Technologies le 8 novembre 2007.

## Codecs utilisant SBR
SBR a été combiné au codec AAC LC pour donner naissance à MPEG-4 High Efficiency AAC (HE-AAC), et avec le codec MP3 pour créer le mp3PRO, et enfin avec le codec MPEG-1 Layer II (MP2).
SBR a été normalisé par le consortium MPEG (MPEG-4 Part 3) dans ISO/CEI 14496-3:2001/Amd 1:2003 et est défini comme un élément audio constitutif d'un objet MPEG-4.

## Utilisation de SBR
SBR est utilisé également dans le cadre du développement de la Radio Numérique Mondiale (DRM), certaines radio diffusées par satellite.
Il est à noter que si le récepteur n'est pas capable de traiter le signal SBR présent dans le flux audio compressé, le son sera simplement reproduit de manière moins précise et moins aigu et dans la plupart des cas, la qualité sera très acceptable  (MP3PRO).
En résumé:
- AAC + SBR  ⇒ HE-AAC (High-Efficiency AAC ou AAC+)
- AAC + SBR +  PS  ⇒ HE-AAC v2
- MP3 + SBR ⇒ Mp3Pro